# 1412 Lagrula
Lagrula (asteróide 1412) é um asteróide da cintura principal, a 1,9661568 UA. Possui uma excentricidade de 0,1121798 e um período orbital de 1 203,75 dias (3,3 anos).
Lagrula tem uma velocidade orbital média de 20,01456611 km/s e uma inclinação de 4,71913º.
Esse asteróide foi descoberto em 19 de Janeiro de 1937 por Louis Boyer.